# Stefan Rowecki
Stefan Paweł Rowecki, poljski general, * 1895, † 1944.